# ستانلي ديكنسون
ستانلي ديكنسون (7 مارس 1890 في المملكة المتحدة - 25 يونيو 1972 في المملكة المتحدة) (بالإنجليزية: Stanley Dickinson)‏ هو لاعب كريكت بريطاني وبريطاني (وحمل سابقاً جنسية المملكة المتحدة لبريطانيا العظمى وأيرلندا). لعب مع نادي مقاطعة ديربيشاير للكريكت ‏.